# Mahadhammaraza Dipadi
Mahadhammaraza Dipati (birmanês:  မဟာဓမ္မရာဇာဓိပတိ; Ava, julho de 1714 – 13 de outubro de 1754) foi o 15.º rei e último da dinastia Taungû da Birmânia (Mianmar) 1733-1752. Tinha apenas 16 anos quando um grupo de nobres o selecionou, entre os príncipes mais experientes, depois da morte de seu pai Taninganway em novembro de 1733. O jovem rei herdou um reino já em acentuado declínio, e sua inexperiência só fez agravar a situação, resultando finalmente na extinção da Casa de Taungû e o colapso do reino após os seus quase 19 anos de reinado.
Em 1733, os exércitos de Manipur invadiram e saquearam os territórios birmaneses e novamente em 1735. Os invasores, no entanto, não foram capazes de atravessar o rio Irauádi. Desde a mudança da capital de Pegu para Ava pelo rei Thalun em 1635, Pegu se tornou o ponto de encontro para a reabilitada e insurgente etnia mon. Os governadores birmaneses eram extremamente odiados devido às pesadas tributações. Aproveitando-se da fraca autoridade real após as invasões dos manipures, um governador birmanês se rebelou e se proclamou Rei de Pegu, em 1740. Os mons, sem vontade de terem um rei birmanês em Pegu, se revoltaram e assassinaram o novo rei. Mahadhammaraza Dipati em seguida, nomeou seu tio como o novo governador de Pegu.
Porém, os mons ainda estavam insatisfeitos e passaram a assassinar funcionários birmaneses em Pegu. Mahadhammaraza Dipati ficou, então, furioso com os mons e ordenou um massacre dos mons em Pegu. Os Gwe Shans (os shans que foram levados como cativos de sua terra natal do norte para Pegu pelo rei Bayinnaung no século XVI) aproveitaram a oportunidade para iniciarem a sua própria rebelião. Os exércitos shan, com o apoio dos mons, tomaram Pegu, em 1740. Um monge popular, de origem shan, foi proclamado Gwe Min, o Rei de Pegu.
Enquanto Ava estava muito ocupada em deter outra invasão de Manipur. Os exércitos peguan invadiram Prome e Ava, mas ainda não foram capazes de tomar Taungû. Thado Minkhaung, o vice-rei de Prome e irmão de Mahadhammaraza Dipati, seguiu às pressas em direção ao sul e tomou Sirião mas logo foi repelido. Prome mais tarde foi conquistada pelos mons em 1745. Os mons tentaram novamente tomar Ava sem sucesso.
Em 1747, Binnya Dala foi proclamado Rei de Pegu. Os dois lados foram incapazes de superar uns aos outros até 1751, quando o príncipe herdeiro do Pegu (irmão de Binnya Dala) marchou com o exército peguan em direção ao trecho superior do rio Irauádi e sitiou Sagaing e Ava. Ava se rendeu aos mons em 23 de março de 1752 e Mahadhammaraza Dipati foi feito prisioneiro e levado para Pegu. Mahadhammaraza Dipati sobreviveu por mais dois anos antes de ser executados em 1754 devido a uma suspeita de rebelião.